# Tarasowo (obwód kemerowski)
Tarasowo (ros. Тарасово) – wieś (sieło) w Rosji, w obwodzie kemerowskim, w rejonie promyszlennowskim. W 2010 liczyła 1274 mieszkańców.